# Emponzoñamiento lachésico

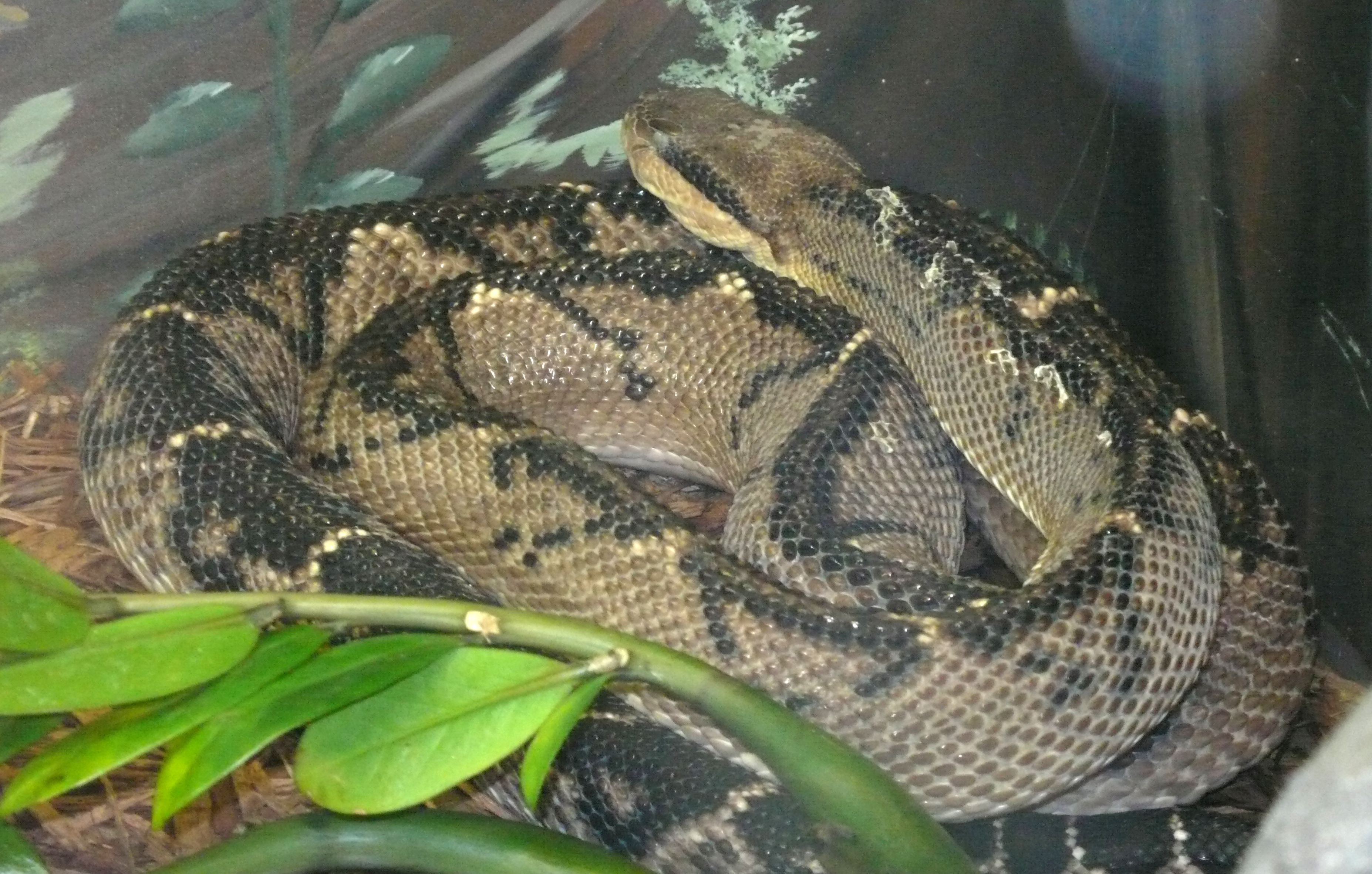
Lachesis stenophrys.

El emponzoñamiento lachésico es el envenenamiento producido por la mordedura de una serpiente del género Lachesis, pertenecientes a la familia Viperidae. Este tipo de emponzoñamiento resulta poco frecuente, aunque es de extrema gravedad, en parte debido a que se suele dar en zonas aisladas.
El emponzoñamiento se caracteriza por drásticas patologías del tejido que rodea la zona de la mordedura, siendo evidente un edema importante, dolor intenso, heridas desgarrantes, equimosis, áreas de necrosis, hemorragias por agotamiento del fibrinógeno, vómitos con sangre y en algunos casos presencia precoz de shock. 
Los síntomas del envenenamiento por Lachesis son parecidos al causado por las víboras del género Bothrops, pero incluyendo un síndrome de excitación vagal, que es el causante de la gran mortalidad que tienen las mordeduras de Lachesis.
Las especies de Lachesis son las víboras más grandes del mundo e inyectan una gran cantidad de veneno cuando muerden, pero este veneno es de menor potencia que el de otras víboras de menor tamaño.